# Nicasio Jurado
Nicasio Jurado (nacido como Nicasio Mardonio Jurado Hoyos, en 1885, en Tepeapulco , Hidalgo, murió en 1966 en la Ciudad de México) Músico y compositor mexicano, conocido por su obra más destacada, Fantasía Cósmica.

## Reseña biográfica
Estudió Música en su pueblo natal y en la Ciudad de México. Así mismo tomó clases de violín con reconocidos compositores con el cubano José White en París y con Pablo de Sarasate en Madrid. Regresó a México tras la caída del gobierno de Porfirio Díaz y se incorporó a las fuerzas de Francisco I. Madero, con quien trabó amistad.
Durante la presidencia de Madero, logró triunfos artísticos en Europa. Poco antes de la decena trágica regresó al país. Alcanzó el grado de coronel en las fuerzas de Álvaro Obregón.
Estuvo en las batallas de Celaya y Trinidad. Se le reconoció por alentar a los soldados tocando su violín durante las batallas. Diputado por las legislaturas XXVII y XXIX, además de ser secretario de la Legación de México en París.
Actuó como concertista en Estados Unidos. Su obra más conocida es Fantasía Cósmica, inspirada en la Revolución mexicana.